# Sunburst
Sunburst è una città degli Stati Uniti d'America situata nel Montana, nella Contea di Toole.